# Abacavir

Formula structurală